# LTJ Bukem
LTJ Bukem, de son vrai nom Danny Williamson (né le 1er janvier 1967 à Londres), est un musicien, un producteur, un DJ et une figure emblématique de l'intelligent drum and bass, un sous-genre de drum and bass plus mélodique et « atmosphérique », proche de l'ambient.

## Vie et carrière
Williamson a été élevé à Watford, en Angleterre, par ses parents d'accueil. Il reçoit une formation de pianiste classique puis se tourne vers le « jazz fusion », style musical découvert pendant son adolescence via un groupe de jazz-funk. À la fin des années 1980, il décide cependant de devenir DJ et se fait connaître dans la scène rave au début des années 1990. Il a publié en tant que producteur une série de musiques « jungle » comme Demon's Theme (1991) ou Music (1993).
Toujours comme producteur, il accroît sa popularité par son travail au Speed, un club de nuit légendaire de Londres et par la même occasion, celle de son label, Good Looking Records. Il sort ainsi une compilation drum and bass teintée de jazz et d'ambient intitulée Logical Progression. Il popularise ainsi l’intelligent drum and bass, fruit de ces croisements de genres musicaux.

## Style
Considéré comme un des pionniers du drum and bass, LTJ Bukem est connu pour avoir développé une alternative accessible au genre plutôt agressif et énergique du hardcore. Son style rend hommage à la techno originelle de Détroit, mais Bukem incorpore aussi d'autres influences, plus anciennes, notamment avec les sonorités mélodiques issues des années 1970 et de la jazz fusion, représentée par des musiciens comme Lonnie Liston Smith et Roy Ayers. Tôt dans sa carrière, Bukem se fait connaître pour les alternatives qu'il propose au breakbeat de la house music, et plus spécifiquement pour les réserves qu'il présente face à l'écrasante domination du hardcore. La musique produite par Bukem dans les années 1990 représente les efforts qu'il a mené pour proposer une option au breakbeat et à la house music, en y incorporant des influences plus "douces", issues des scènes rare groove et acid jazz de Londres des années 1980. Logical Progression révèle ces influences, tout comme son Music / Enchanted de 1993, qui présente des sons directement inspirés de la nature. L'utilisation de claviers synthétiques, de vocales et de "ralentis" (breaks) donnent à sa musique le titre d'intelligent drum and bass. Si cette appellation fit débat au sein de la communauté drum and bass, elle a aussi permis la popularisation de la musique hardcore au Royaume-Uni, vers le milieu des années 1990.

## Discographie
- Delitefol (Cat no. WIZ BUK 01)
- Logical Progression (sous le nom de LT Bukem)
- Demon's Theme / A Couple Of Beats (Good Looking Records Cat no. GLR001 sorti en 1991, réédité en 2000)
- DJ Biz - Losing track of time (LTJ Bukem mix, 1992)
- Teach Me To Fly (LTJ Bukem & DJ Trace, 1992)
- Who Knows Vol 1 (sous le nom de The Bookworm)
- Bang The Drums / Remnants (LTJ Bukem and Tayla Good Looking Records Cat no. GLR002, 1993)
- Return to Atlantis (LTJ Bukem etApollo Two Good Looking Records Cat no. GLR003, 1993)
- Music / Enchanted (Good Looking Records Cat no. GLR004, 1993)
- 19.5 / 19.5 Reprisal (LTJ Bukem et Peshay Good Looking Records Cat no. GLR008, 1994)
- Mixmag Live! Volume 21 (LTJ Bukem compilation/remix DMC Publishing Ltd Cat no. MMLCD21, 1996)
- Logical Progression (compilation en quatre volumes)
- Progression Sessions (compilation/remix en dix volumes)
- Earth (compilation/remix en sept volumes)
- The Journey (LTJ Bukem et Mystic Moods Mystic Moods Cat no. MMOODS 6/7, 1996)
- Mystical Realms EP (Good Looking Records Cat no. GLREP001 V, 1998)
- Journey Inwards (2000)
- Suspended Space EP (Good Looking Records Cat no. GLREP007 V, 2000)
- Producer 01 (2001)
- Producer 05: Rarities (2002)
- Some Blue Notes Of Drum 'N Bass (2004)
- "Fabriclive 46" (2009)